# Harpedonapten
Harpedonapten (griechisch: „Seilspanner“; Zusammensetzung aus harpedonä = Seil und hapto = anfassen, anknüpfen) waren die Feldvermesser im alten Ägypten. Sie allein waren zuständig für die Bestimmung von Winkeln und vermaßen Bauwerke und Grundstücke im Auftrag des Pharaos.

## Ursache für die Tätigkeit

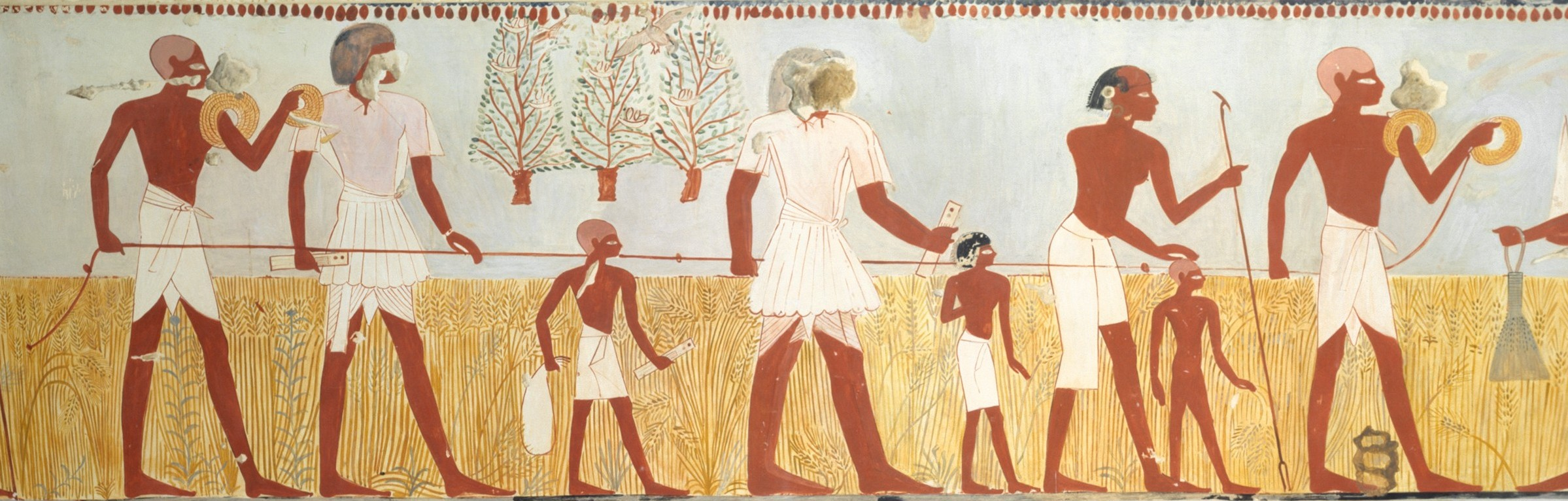
Darstellung der regelmäßigen Feldvermessung (Luxor, etwa 1400–1352 v. Chr.)

„In Ägypten war das Meßwesen stark vom Nil beeinflußt, da nach den jährlichen Überschwemmungen alles Ackerland neu vermessen werden mußte. Die Feldmeßkunst war daher hoch entwickelt und ebenso wie die Wasserstandsmessung des Nils äußerst wichtig.“ Die Vermessungen waren die Grundlage für die Erhebung der Grundsteuer.

## Die Schnüre der Harpedonapten
Für die Bestimmung von Winkeln verwendeten die Harpedonapten geschlossene (Ring-)Schnüre verschiedener Länge. Die drei grundlegenden Schnüre hatten die Längen 12 Meh (lange Schnur) gleich 84 Shep, 72 Shep oder Schesep (mittlere Schnur), und 60 Shep (kurze Schnur). Die mittlere Schnur hat die Länge von 12 kleinen Ellen (12 × 6/7 Meh). Entsprechend der Teilung einer Shep (Handbreite) in 4 Djeba (Finger) wurden die drei grundlegenden Schnüre bei Bedarf noch proportional verkleinert. Die lange Schnur ist in Abschnitte zu 7 Shep aufgeteilt. Die mittlere Schnur ist in Abschnitte zu 6 Shep und die kurze Schnur zu 5 Shep aufgeteilt. Der Abschnitt von 5 Shep bei der kurzen Schnur ist die Länge des Remen. Mit diesen Schnüren bestimmten die Harpedonapten alle Winkel der ägyptischen Welt. Die Schnüre basieren auf dem pythagoreischen Tripel 3 : 4 : 5. Durch Verlängerung der kurzen Schnur auf eine Länge von 70 Shep (10 Meh) erhielten sie die weitere Möglichkeit der Aufspannung des pythagoreischen Tripels 20 : 21 : 29. Wie bei der kurzen Schnur wird die Kathete mit 20 Schep dabei senkrecht aufgespannt. Diese Aufspannung ist der direkte Übergang zwischen diesen beiden pythagoreischen Tripeln.
Für die Bestimmung von rechten Winkeln in horizontaler Lage vermutet Mark Lehner die Verwendung einer dreieckigen Abmessung mit einer Länge von 84 Königsellen (43,9824 m). Er begründet dies mit dem Fund von Pfostenlöchern mit dem Durchschnittsabstand von 7 Königsellen entlang der Seiten der Cheops-Pyramide. Lehner vergleicht dabei die Methoden zur Feldmessung des rechten Winkels. Die vermutete Konstruktion mit dem 3:4:5-Dreieck erreicht dabei die notwendige Präzision. Bei einer Konstruktion durch Kreisbögen werden Zweifel angemeldet. Weder der Abstand und die Lage der Pfostenlöcher noch die erzielbare Präzision bestätigen eine Konstruktion des rechten Winkels durch Kreisbögen.

### Die Seilprüfung
Zu Beginn der Messung wurde das Messseil auf Korrektheit geprüft. Das ist gleichzeitig das Symbol für den Baubeginn. Diese Prüfung wird in vielen Darstellungen als gemeinsame Handlung des Pharaos und der Weisheitsgöttin Seschat dargestellt. Dabei wird das Messseil als Schleife zwischen zwei Schlagstöcken (Dreschflegel) gespannt. Bei der langen Schnur muss der Abstand zwischen den Schlagstöcken daher genau 6 Meh betragen. An den Stellen der Schlagstöcke werden auf der Schnur Markierungen angebracht. Der Abstand dieser Markierungen wird zur Basislänge (3 Meh) halbiert. Eine der Markierungen bildet den Eckpunkt des rechten Winkels bei der Aufspannung als pythagoreische Tripel. Auf den Darstellungen der Seilprüfung wurden leider bisher diese Markierungen am Seil noch nicht erkannt, daher ist die Spannung des Seiles als Schleife nur ein Indiz für die Existenz der Zwölfknotenschnüre im alten Reich. Am Messseil der Seilprüfung sind keine physischen Knoten dargestellt. Knoten zur Einteilung des Seils sind auch nicht notwendig. Die Bezeichnung der Markierungen als Knoten entstand erst später.
Die „Schleifenprüfung“ ist eine Prüfung der Zwölfknotenschnur (zur Bestimmung des rechten Winkels) auf korrekte Länge und keine Messung am Bauwerk. Die Seilprüfung ist die Eichung der Zwölfknotenschnur.

## Die Erfindung des Merchet
Das Merchet (mrḥ.t) ist ein Messgerät zur Messung von alt-ägyptischen Böschungswinkeln. Seine Existenz ist durch eine entsprechende Hieroglyphe bekannt. Beim Merchet wird die kurze Kathete der Messschnur durch eine horizontale Holzleiste und die lange Kathete durch ein senkrecht herunterhängendes Lot ersetzt. Das Schnurteil der Hypotenuse entfällt. Ein Merchet auf Grundlage der kurzen Schnur hat eine Holzleiste von 42 Shep. Die Hälfte der Leiste ist mit der Maßeinteilung in Shep versehen. An dem Ende der Leiste mit Einteilung ist das Lot mit einer genauen Länge von 20 Shep befestigt. Die Hälfte der Leiste ohne Einteilung dient zur Auflage auf der oberen Ebene der Böschung. Zur sauberen Messung ist die horizontale Lage der Leiste einzuhalten. Durch Verschiebung der Leiste wird nun der ägyptische Böschungswinkel mit Ablesung an der oberen Böschungskante ermittelt. Das Merchet ist eine Weiterentwicklung der Erkenntnisse aus der Praxis mit den Schnüren der Harpedonapten.

## Die Arbeitsweise der Harpedonapten
Für die Festlegung von Winkeln gab es im alten Ägypten zwei Methoden. Die erste Methode war die Messung des Rücksprunges auf eine rechtwinklige (Gegenkathete) Königselle. Die Maßeinheit dieser Winkel wurde Seked genannt. Diese Methode ist die Normierung der Winkel und wurde mehr von höheren Priestern verwendet. Die zweite Methode verwendeten die Praktiker. Sie hielten sich an ihre Messschnüre (oder das Merchet) und benutzten die Methode des Zuschlages oder Abzuges zur Grundlinie der als rechtwinkliges Dreieck aufgespannten Messschnur. Für die Bestimmung von Winkeln kleiner 45° wurde die Messschnur mit der langen Kathete und für Winkel ab 45° mit der kurzen Kathete als Grundlinie aufgespannt. Es gibt aber auch Fälle mit inverser Aufspannung der Messschnur. Beide Methoden verwenden die Gegenkathete (Höhe) als Bezugsstrecke. Heute wird in der Mathematik üblicherweise auf die Ankathete normiert z. B. Steigungsangaben auf Verkehrszeichen.
Beispiel Böschungswinkel der Cheops-Pyramide:
Verwendung der langen Schnur.
Die Kathete mit 21 Shep (kurze Kathete) wird als Grundlinie aufgespannt.
Es erfolgt der Zuschlag von einer Hand (1 Shep) zur Grundlinie.
Der Winkel beträgt 21 plus 1 Shep. In normierter Schreibweise in Ägyptischer Zahlschrift sind es {\displaystyle 5+{\frac {1}{2}}} Seked.
Beispiel Böschungswinkel der Mykerinos-Pyramide:
Verwendung der kurzen Schnur.
Die Kathete mit 15 Shep (kurze Kathete) wird als Grundlinie aufgespannt.
Es erfolgt der Zuschlag von einer Hand (1 Shep) zur Grundlinie.
Der Winkel beträgt 15 plus 1 Shep. In normierter Schreibweise sind es {\displaystyle 5+{\frac {1}{2}}+{\frac {1}{10}}} Seked.
Beispiel Böschungswinkel der Chephren-Pyramide:
Alle Schnüre sind möglich.
Es erfolgt kein Zuschlag oder Abzug.
Der Winkel beträgt 21 Shep bei langer Schnur. In normierter Schreibweise sind es {\displaystyle 5+{\frac {1}{4}}} Seked.
Beispiel Böschungswinkel der Roten Pyramide:
Verwendung der kurzen Schnur.
Die Kathete mit 15 Shep (kurze Kathete) wird als Grundlinie aufgespannt. Es erfolgt der Zuschlag von 6 Händen (6 Shep) zur Grundlinie. Der Winkel beträgt 15 plus 6 Shep. Oder man verwendet die 10 Meh Schnur. Die Kathete mit 21 Shep (lange Kathete) wird als Grundlinie aufgespannt. Es erfolgt kein Zuschlag oder Abzug. Der Winkel beträgt 21 Shep. Die Verlängerung der kurzen Schnur zur 10 Meh-Schnur ist der direkte Übergang zum pythagoreischen Tripel 20 : 21 : 29. In normierter Schreibweise sind es {\displaystyle 7+{\frac {1}{3}}+{\frac {1}{60}}} Seked. Der Winkel der Roten Pyramide hat mehr als 7 Seked und damit weniger als 45°.
Abweichungen zur Bauausführung der Pyramiden:
- Cheops: Abweichung (heute) nicht mehr feststellbar; Abweichung kleiner 0,001° zur angegebenen Neigung der Pyramide.
- Mykerinos: Abweichung (heute) nicht mehr feststellbar; Abweichung kleiner 0,001° zur angegebenen Neigung der Pyramide.
- Chephren: 0,037°
- Snofru, Rote Pyramide in Dahschur Nord: Abweichung kleiner 0,0003°. Durch den weichen Untergrund kam es bei der Roten Pyramide schon während der Bauzeit zu Setzungen im Bauwerk. Das führte auch zu einer Veränderung des gebauten Böschungswinkels. Zum Ausgleich baute man etwas steiler weiter. Der Böschungswinkel ist daher nicht konstant. „Die Schichten der Pyramidenseiten sind konkav ausgeführt.“[10].